# Liste der Kulturgüter in Wittenbach
Die Liste der Kulturgüter in Wittenbach enthält alle Objekte in der Gemeinde Wittenbach im Kanton St. Gallen, die gemäss der Haager Konvention zum Schutz von Kulturgut bei bewaffneten Konflikten, dem Bundesgesetz vom 20. Juni 2014 über den Schutz der Kulturgüter bei bewaffneten Konflikten sowie der Verordnung vom 29. Oktober 2014 über den Schutz der Kulturgüter bei bewaffneten Konflikten unter Schutz stehen.
Objekte der Kategorie A sind im Gemeindegebiet nicht ausgewiesen, Objekte der Kategorie B sind vollständig in der Liste enthalten, Objekte der Kategorie C fehlen zurzeit (Stand: 1. Januar 2023).

## Kulturgüter
| Foto | | Objekt                                                                        | Kat. | Typ | Standort                        | Beschreibung                                                                             |
| ---- | --- | ----------------------------------------------------------------------------- | ---- | --- | ------------------------------- | ---------------------------------------------------------------------------------------- |
| BW   | Datei hochladen · Wikidata zu Katholische Kirche St. Ulrich mit Kapelle St. Johannes Nepomuk (Q29787018) | Katholische Kirche St. Ulrich mit Kapelle St. Johannes Nepomuk KGS-Nr.: 08426 | B    | G   | Dorfstrasse 746290 / 258780     |                                                                                          |
| BW   | Datei hochladen · Wikidata zu Schlössli Egg (1624) (Q29787020)                                           | Schlössli Egg mit Scheune KGS-Nr.: 08427                                      | B    | G   | Dorfstrasse 48 746500 / 258835  |                                                                                          |
| ja   | Datei hochladen · Wikidata zu Wannenbrücke - Teil Wittenbach (Q135683152)                                | Wannenbrücke KGS-Nr.: 08428                                                   | B    | G   | Wannen 744178 / 260101          | Objekt liegt hälftig auf dem Gemeindegebiet von Wittenbach und Waldkirch (KGS-Nr. 8389). |
| ja   | Datei hochladen · Wikidata zu Schloss Dottenwil (Q1584097)                                               | Schloss Dottenwil KGS-Nr.: 14099                                              | B    | G   | Dottenwil 746116 / 260298       |                                                                                          |
| BW   | Datei hochladen · Wikidata zu Ehemaliges Gasthaus Drei Eidgenossen (Q29787015)                           | Ehemaliges Gasthaus Drei Eidgenossen KGS-Nr.: 14100                           | B    | G   | Hurliberg 538 745800 / 259504   |                                                                                          |
| BW   | Datei hochladen · Wikidata zu Haus Unterlöhren (Q29787016)                                               | Haus Unterlöhren KGS-Nr.: 14101                                               | B    | G   | Unterlöhren 14 744866 / 260719  |                                                                                          |
| BW   | Datei hochladen · Wikidata zu Villa Martini (Q29787021)                                                  | Villa Martini und Villa Margrit KGS-Nr.: 14102                                | B    | G   | Oberrütiweg 2–4 747676 / 257747 |                                                                                          |